# Rochor
Rochor (chiń. 梧槽河) – skanalizowana rzeka w dzielnicy Singapuru, Kallang, w Regionie Centralnym. Liczy około 0,8 kilometrów. Jest kontynuacją kanału Rochor Canal. Zaczyna się przy moście Victoria Bridge i wpływa do Kallang Basin.